# ناتدبيرنوفيلاغ ريكيافيكور
ناتدبيرنوفيلاغ ريكيافيكور هو نادي كرة قدم في آيسلندا تأسس في 16 فبراير 1899. يلعب في دوري آيسلندا الممتاز.

## وصلات خارجية
- الموقع الرسمي